# Mortimer’s Castle
Mortimer’s Castle (irisch Caisleán de Moirtiméir) ist die Ruine einer Niederungsburg in Faughalstown (irisch Fochla) am Ostufer des Lough Derravaragh, etwa 4,4 km südwestlich von Castlepollard im irischen County Westmeath. Sie gilt als National Monument.

## Geschichte
Der Name der Burg soll von Roger Mortimer, 4. Earl of March, (1374–1398) abgeleitet sein, der in seinen letzten drei Lebensjahren der Lord Lieutenant of Ireland König Heinrichs IV. war und in einem Hinterhalt in Kells im County Meath, Kells im County Kilkenny oder Kellistown im County Carlow starb.
Andere Quellen bringen sie mit Edmund Mortimer, 5. Earl of March und 7. Earl of Ulster, (1391–1425) in Verbindung, der im New Forest bei Tyrrellspass geboren war.
Ein Sage der Gegend behauptet, dass eine große Menge Goldes in einem Keller auf dem Anwesen vergraben sein soll, das von einer schwarzen Katze bewacht wird.

## Beschreibung
Eine große anglonormannische Burg mit einer Grundfläche von 58 Meter × 139 Meter stand an dieser Stelle. Die Überreste eines zweistöckigen Tower House befinden sich an der Nordwestecke.